# Stephen Dorff

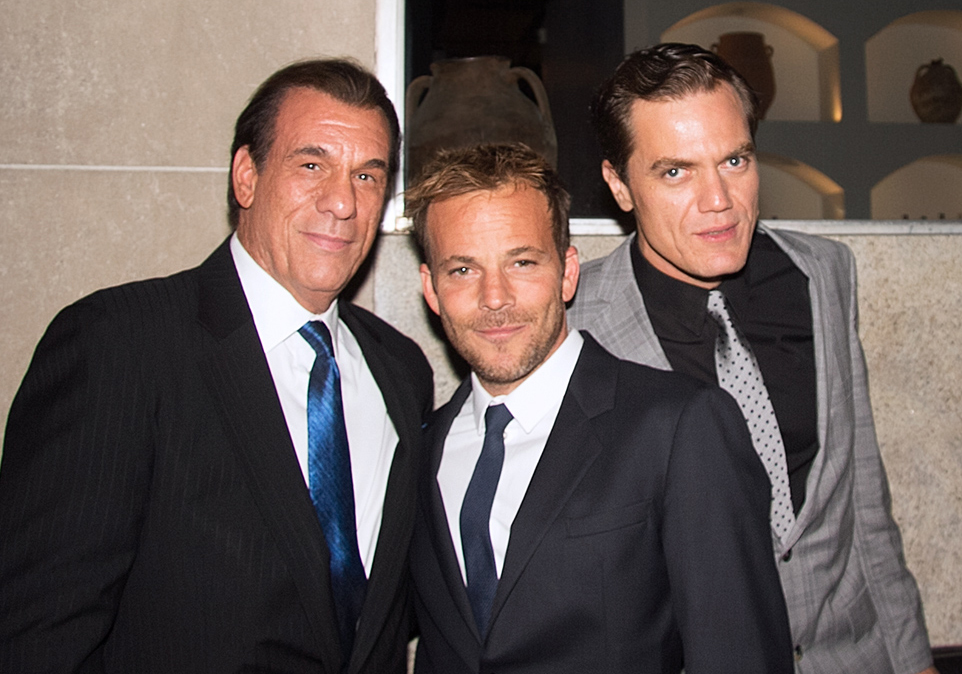
Dorff (w środku) z Robertem Davim i Michaelem Shannonem na Toronto International Film Festival 2012

Stephen Hartley Dorff Jr. (ur. 29 lipca 1973 w Atlancie) – amerykański aktor.

## Życiorys

### Wczesne lata
Urodził się w Atlancie w stanie Georgia jako starszy syn katoliczki Nancy Lee (z domu Masters) i Stephena Hartleya „Steve’a” Dorffa, żydowskiego kompozytora i producenta muzyki filmowej pochodzenia rosyjskiego i polskiego. Jego matka była pochodzenia włoskiego i polskiego. Jak twierdził, był trochę wychowany na pół-Żyda. Dorastał w Los Angeles, gdzie pracował jego ojciec. Uczęszczał do kilku szkół prywatnych i został wydalony z pięciu z nich.
Jego młodszy brat Andrew (ur. 16 grudnia 1976) podobnie jak ojciec – został muzykiem. Zmarł 19 grudnia 2016 w wieku 40 lat.
Po latach ojciec ożenił się po raz drugi z aktorką Lori Dorff, z którą ma dwie córki – Callie (ur. 28 lipca 1997) i Kaitlyn Hannah (ur. 6 marca 2000). Uczył się aktorstwa w Young Actors Space w Van Nuys.

### Kariera
Mając 11 lat wziął udział w telewizyjnej reklamie firmy Kraft i Mattel. W wieku 12 lat pojawił się w odcinku dwóch familijnych sitcomów: ABC 45 minut dla Harlemu (Diff’rent Strokes, 1985) – pt. Sam adoptuje dziadka (Sam Adopts a Grandparent) z Conradem Bainem i Garym Colemanem oraz CBS Wciąż Bóbr (Still the Beaver, 1985) – pt. Gladiatorzy (The Gladiators). W telewizyjnym dramacie NBC Jeniec wojenny (In Love and War, 1987) został obsadzony w roli 9-letniego Stana, syna Jamesa B. Stockdale’a (James Woods). Jako 14-latek zadebiutował na kinowym ekranie główną rolą Glena w horrorze Wrota (The Gate, 1987), za którą zdobył nominację do nagrody Saturna w kategorii najlepszy młody aktor i Young Artist Award jako najlepszy młody aktor w horrorze. W następnych latach występował głównie w produkcjach telewizyjnych, w tym w sitcomie Świat według Bundych (Married... with Children, 1989).
Za rolę 16-letniego Roberta Mendhama, który odkrywa, że został adoptowany i ukradziony prawdziwym rodzicom w dramacie telewizyjnym CBS Zawsze pamiętam, by kochać cię (Always Remember I Love You, 1990) z Patty Duke i Joan Van Ark została uhonorowana nagrodą Young Artist Award w kategorii najlepszy młody aktor w filmie telewizyjnym, pilocie lub serialu specjalnym. Postać angielskiego 18-letniego P.K., mieszkającego w Afryce podczas II wojny światowej, który dzięki swoim umiejętnościom bokserskim staje się symbolem nadziei w czasie wojny w dramacie sportowym Zew wolności (The Power of the One, 1992) z Morganem Freemanem przyniosła mu nominację do Young Artist Award dla najlepszego młodego aktora w filmie kinowym. W 1992 został laureatem nagrody NATO/ShoWest jako gwiazdor jutra. Jego status obiecującego młodego aktora przypieczętowała kreacja bliskiego przyjaciela Johna Lennona – piątego Beatlesa – Stuarta Sutcliffe’a w biograficznym dramacie muzycznym Backbeat (1994). Otrzymał wiele pochlebnych recenzji za rolę transseksualnego Candy’ego Darlinga w biograficznym dramacie kryminalnym I Shot Andy Warhol (1996). Zagrał postać pasierba handlarza winem u boku Jacka Nicholsona w dreszczowcu Krew i wino (Blood and Wine, 1996). Kandydował do roli Charliego Simmsa w Zapachu kobiety (1992) Martina Bresta i Jacka Dawsona w Titanicu (1997) Jamesa Camerona; ostatecznie był zadowolony, że nie zagrał tej roli, ponieważ zawsze byłby zapamiętany jako „ten facet na łodzi”.
Hollywood podbił rolą przywódcy wampirów, zamierzającego zapanować nad ludzkością w horrorze Blade: Wieczny łowca (Blade, 1998), zdobywając nagrodę MTV Movie Award i Blockbuster Entertainment Award. Zagrał fizyka i cudowne dziecko Paula Pentcho w pierwszym filmie przygotowywanym specjalnie dla Internetu – 40-minutowym dramacie przygodowym Eugenia Zanettiego The Quantum Project (2000) z Johnem Cleese. W amerykańsko-francuskiej komedii Cecil B. Demented (2000) wcielił się tu w tytułową rolę terrorysty – zdeklarowanego przeciwnika Hollywoodu, który porywa znaną aktorkę (Melanie Griffith), aby ogłosić światu swoje przesłanie. Jednak w latach 2004–2006, grając czarne charaktery w filmach Cold Creek Manor (2003) i Alone in the Dark: Wyspa cienia (Alone in the Dark, 2005), znalazł się na liście najgorszych aktorów roku. W dramacie kryminalnym Lee Danielsa Zawód zabójca (Shadowboxer, 2005) zagrał przestępcę.
Wystąpił jako chłopak Alicii Silverstone, która przyłapała go na zdradzie w teledysku zespołu grupy Aerosmith „Cryin’” (1993). Wziął też udział w wideoklipie grupy Limp Bizkit – „Rollin'” (2000) i Britney Spears „Everytime” (2004).
Był na okładkach „Interview” (w maju 1993), „Smash Hits” (w kwietniu 1994), „Details” (w styczniu 1995), „SKY” (w czerwcu 1995), „Mondo Uomo” (maj/czerwiec 1997), „The New York Times Style” (we wrześniu 2010), „VMan” (w listopadzie 2010), „Vogue L’Uomo” (w edycji włoskiej w lutym 2011), „Safari” (w maju 2011) i „Telegraph Men’s Style” (jesień-zima 2011). Pojawił się w telewizyjnych i prasowych reklamach Blu-Cigs, elektronicznej firmy papierosów. Jednak pomimo zdiagnozowano rozedmy przyznał w listopadzie 2013, że nadal regularnie pali papierosy.
W dreszczowcu Tylko teraz (Tomorrow You’re Gone, 2012) zagrał postać byłego skazańca, który nawiązuje romans z byłą gwiazdą porno, ćpunką i poetką (Michelle Monaghan). Jako Jerry Lee Flannigan był protagonistą i narratorem dreszczowca Motelowe życie (The Motel Life, 2012) obok Emilego Hirscha, Dakoty Fanning i Krisa Kristoffersona.
W 2013 był gościem honorowym 6 Off Plus Camera. W dramacie sportowym Embattled (2020) zagrał postać niestabilnego zawodnika MMA Casha „Pogromcę” Boykinsa, wychowanego przez agresywnego ojca. W dreszczowcu sensacyjnym Chucka Russella Paradise City (2022) z Bruce’a Willisa i Johna Travolty został obsadzony w roli Robbiego Cole’a.
Prywatnie jest dobrym znajomym Bena Stillera. Kolekcjonuje używane aparaty fotograficzne.

## Filmografia

### Filmy fabularne
- 1987: Wrota (The Gate) jako Glen
- 1988: Hiroshima Maiden jako Johnny Bennett
- 1992: Zew wolności (The Power of the One) jako P.K.
- 1993: An Ambush of Ghosts jako George Betts
- 1993: Sądna noc (Judgment Night) jako John Wyatt
- 1993: Na pomoc (Rescue Me) jako Fraser Sweeney
- 1994: Backbeat jako Stuart Sutcliffe
- 1994: S.F.W. jako Cliff Spab
- 1995: Niewinne kłamstwa (Innocent Lies) jako Jeremy Graves
- 1995: Sto i jedna noc (Les Cent et une nuits) jako aktor z Hollywood
- 1995: Feralna Gwiazdka (Reckless) jako Tom Jr.
- 1996: I Shot Andy Warhol jako Candy Darling
- 1996: Kowboje przestrzeni (Space Truckers) jako Mike Pucci
- 1996: Krew i wino (Blood and Wine) jako Jason
- 1996: The Audition jako młody aktor
- 1997: Przeklęte ulice (City of Industry) jako Skip Kovich
- 1998: Blade: Wieczny łowca (Blade) jako Deacon Frost
- 1999: Entropia (Entropy) jako Jake Walsh
- 2000: Cecil B. Demented jako Sinclair/Cecil B. Demented
- 2000: Quantum Project jako Paul Pentcho
- 2001: Ostatnia minuta (The Last Minute) jako Brad Matlock
- 2001: Zoolander jako on sam
- 2002: Ultimate Fights from the Movies jako Deacon Frost
- 2002: Gang braci (Deuces Wild) jako Leon
- 2002: Rajdersi (Riders) jako Slim
- 2002: www.strach (FeardotCom) jako Mike Reilly
- 2003: Drugie oblicze (Den of Lions) jako Mike Varga
- 2003: Cold Creek Manor jako Dale Massie
- 2005: Far Cry Instincts jako Jack Carver (głos)
- 2005: Tennis, Anyone...? jako Ronnie Gunn
- 2005: Alone in the Dark: Wyspa cienia (Alone in the Dark) jako Komandor Burke
- 2005: Zawód zabójca (Shadowboxer) jako Clayton
- 2006: Botched jako Ritchie
- 2006: World Trade Center jako Scott Strauss
- 2006: 45 jako Reilly
- 2008: Skazaniec (Felon) jako Wade Porter
- 2009: Wrogowie publiczni (Public Enemies) jako Homer Van Meter
- 2010: Somewhere. Między miejscami (Somewhere) jako Johnny Marco
- 2011: Bucky Larson: Urodzony gwiazdor (Bucky Larson: Born to Be a Star) jako Dick Shadow
- 2011: Immortals. Bogowie i herosi (Immortals) jako Stavros
- 2013: Martwy policjant (Officer Down) jako detektyw David „Cal” Callahan
- 2019: Znajdę Cię (2019) jako generał Huber
- 2021: Stary Henry (Old Henry) jako Ketchum
- 2022: Paradise City jako Robbie Cole
- 2022: Rachunek za zemstę (The Price We Pay) jako Cody
- 2023: Dead Man’s Hand jako pułkownik Clarence T. Bishop
- 2023: Bóstwo (Divinity) jako Jaxxon Pierce
- 2023: Mob Land jako Clayton Minor, egzekutor mafii z Nowego Orleanu
- 2023: Król zabójców (King of Killers) jako Robert Xane
- 2023: Blood for Dust jako Gus
- 2024: Wycinka (Clear Cut) jako Ike
- 2024: The Trainer jako Will
- 2025: Gunslingers jako Thomas Keller
- 2024: Bride Hard jako Kurt

### Filmy TV
- 1987: Jeniec wojenny (In Love and War, NBC) jako Stan
- 1988: Dusza trenera (Quiet Victory: The Charlie Wedemeyer Story)
- 1988: Mutts jako Eric Gillman
- 1988: The Absent-Minded Professor jako Curtis
- 1989: Wiem, że na imię mam Steven (I Know My First Name Is Steven, NBC) jako Pete
- 1989: Kto się boi króliczka? (Do You Know the Muffin Man?) jako Sandy Dollison
- 1990: A Son's Promise jako Charles O’Kelley
- 1990: Always Remember I Love You (CBS) jako Robert Mendham
- 1999: Ziemskie namiętności (Earthly Possessions) jako Jake Simms Jr.
- 2006: Covert One: Program Hades (Covert One: The Hades Factor) jako pułkownik Jon Smith

### Seriale
- 1985: Diff'rent Strokes jako Scott
- 1989: Empty Nest jako 14-letni Billy
- 1989: Roseanne (ABC) jako Jimmy Meltrigger, przyjaciel Becky
- 1989: Świat według Bundych (Married... with Children) jako Boz
- 1990: Detektyw w sutannie (Father Dowling Mysteries) jako Mark Oskowski
- 1990–1991: What a Dummy jako 16–letni Tucker Brannigan
- 1991: Blossom jako Bobby
- 2002: Gliniarze bez odznak (Fastlane) jako Dallas Roberts
- 2005: Stacked jako członek przesłuchania
- 2017: Star jako Brody Dean
- 2019: Detektyw (True Detective) jako Roland West
- 2020: Deputy jako szeryf Bill Hollister
- 2023–2025: Prawi Gemstonowie (The Righteous Gemstones) jako Vance Simkins